# 阿诺·格宁
阿诺·格宁（法語：Arnaud Génin，1989年9月30日—），法國男子羽毛球運動員，曾在2016年代表留尼汪出戰非洲羽毛球團體錦標賽。

## 簡歷
2013年6月，阿诺·格宁出戰阿根廷羽毛球國際賽，贏得男子單打比賽冠軍。

## 主要比賽成績
只列出曾進入準決賽的國際賽事成績：
| 年份   | 賽事                 | 公開賽級別 | 項目     | 拍檔        | 成績   |
| ------ | -------------------- | ---------- | -------- | ----------- | ------ |
| 2013年 | 阿根廷羽毛球國際賽   | 未來系列賽 | 男子單打 | －          | 冠軍   |
| 2014年 | 智利羽毛球國際賽     | 國際系列賽 | 男子單打 | －          | 準決賽 |
| 2014年 | 智利羽毛球國際賽     | 國際系列賽 | 男子雙打 | 比约恩·赛根 | 冠軍   |
| 2014年 | 尼日利亞羽毛球國際賽 | 國際系列賽 | 男子單打 | －          | 亞軍   |

| 2007-2017年 | 首要超級賽 | 超級賽 | 黃金大獎賽 | 大獎賽 | 國際挑戰賽 | 國際系列賽 | 未來系列賽 | 其他 |

| 2018-2026年 | 總決賽 | 超級1000賽 | 超級750賽 | 超級500賽 | 超級300賽 | 超級100賽 | 國際挑戰賽 | 國際系列賽 | 未來系列賽 | 其他 |